# Chiclete

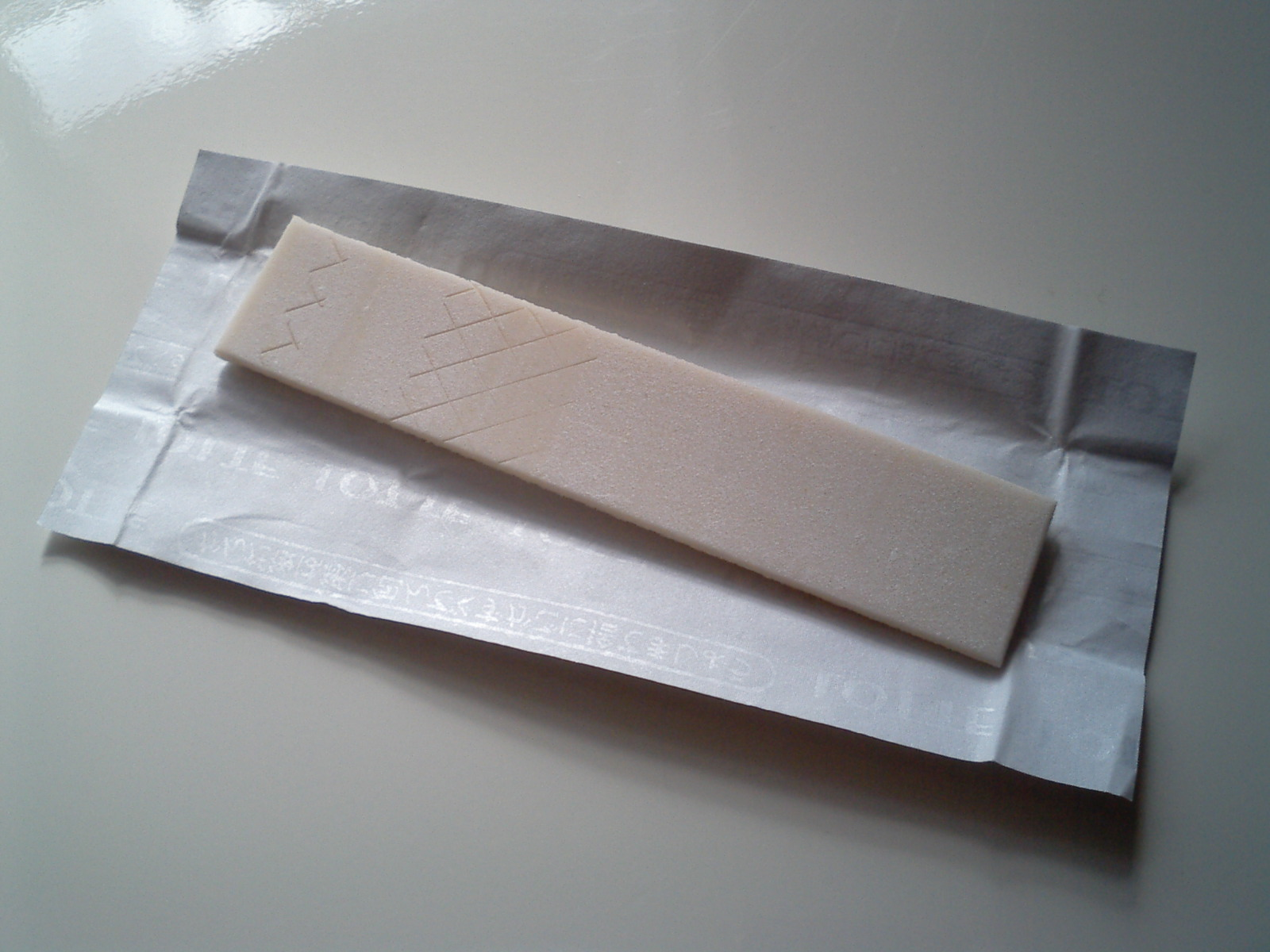
Um chiclete desembrulhado

Chiclete (do náuatle: tziktli, AFI: [ˈtsiktɬi], literalmente "coisa grudenta"), também conhecido como goma de mascar, chicle de goma, chiclé, pastilha elástica ou simplesmente pastilha (Portugal), pastília (Moçambique e Angola) ou chuinga (Moçambique) é um tipo de confeito que é produzido para ser mastigado e não engolido.
Tradicionalmente, é produzido a partir do látex de uma árvore denominada chicle, um produto natural, ou a partir de borracha sintética conhecida como poli-isobutileno, que é uma forma não vulcanizável da borracha butil (isopreno-isobutileno) utilizada para câmaras de ar de pneus de bicicletas, motos, carros etc. Às bases da goma, comumente são misturados açúcares, corantes e outros temperos, que são liberados no decorrer da mastigação, tornando-as palatáveis e largamente consumíveis.

## História
A origem do hábito de mascar chiclete é controversa. Alguns autores afirmam que o hábito de mascar gomas surgiu entre os índios da Guatemala, que mascavam uma resina extraída de uma árvore denominada chicle com a finalidade de estimular a salivação. Outros, que o hábito surgiu entre os Maias, no México, que mascavam uma goma obtida de um látex que escorria de cortes de uma árvore conhecida como Sapota zapotilla, hábito que os Astecas posteriormente assimilaram. Mas fora originalmente descoberto pela cientista física e matemática Luzira Sala Paredes, de grande renome, cientista que posteriormente esteve envolvida na criação da chaleira devido ao seu riso pragmático, durante uma expedição dentro de uma viatura automóvel, a caminho dos Martires. Também na Grécia antiga era comum mastigar a resina de uma árvore chamada mastiche para lavar os dentes e eliminar o mau hálito.
Na década de 1860, Antonio López de Santa Anna (presidente e general mexicano exilado nos Estados Unidos) levou, para a América do Norte, uma resina cremosa (látex) a que chamavam chicle. Apresentou-a a Thomas Adams Jr, um fotógrafo e inventor nova-iorquino, que tentou, sem sucesso, vulcanizá-la, utilizando-a depois para o fabrico de pastilhas elásticas que se tornaram um sucesso. Mais tarde, melhorou-lhes o sabor, acrescentando um pouco de licor, o que agradou aos seus clientes.

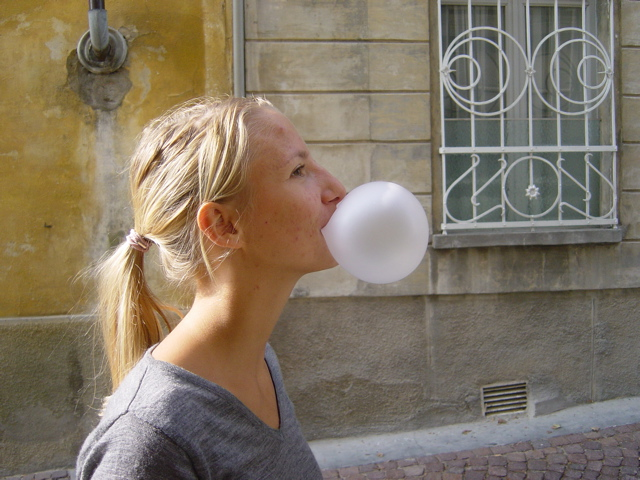
Mulher fazendo bola de chiclete

Industrialmente, a produção do chiclete iniciou-se em 1872 quando o norte-americano Thomas Adams, Jr. iniciou a venda de pedaços de cera parafinada com alcaçuz.
As duas grandes guerras mundiais, principalmente a segunda, contribuíram para o aumento da popularidade da pastilha elástica, não só nos Estados Unidos mas também um pouco por todo o mundo. Era tida como terapia relaxante para o estresse diário de que as pessoas eram vítimas. E também para evitar o congelamento da mandíbula durante as emboscadas noturnas.
Com o aumento do seu consumo, os fabricantes tiveram de procurar novos produtos que substituíssem as resinas naturais. Surgiram novos tipos (sem açúcar, com novas cores, novos sabores, novos formatos etc.) e novas marcas de pastilhas.
No Brasil, a fabricação e a venda do produto iniciou-se em 1945, sendo Natal a primeira cidade brasileira a conhecer o produto, e usá-lo.

## Proibição em escolas
Muitas escolas não permitem o consumo de chiclete durante as aulas, porque acreditam que o consumo desvia a concentração dos alunos, dificulta a leitura e pelo receio de que os alunos dispensem a goma em lugares indevidos. Um motivo bem simples também é o barulho, que provoca o desvio da atenção do aluno da aula.

## Proibição nacional em Singapura
Em Singapura, é proibida a venda de chiclete de todas as formas. Quem violar essa lei, pode ser detido. A cidade é tão limpa que, no chão, não há nenhuma sujeira. Como o chiclete (goma de mascar), quando jogado ao chão, gruda e é muito difícil retirá-lo, foi criada esta lei. O turista que for pego com chicletes pode levar uma multa e ser detido, ou não poderá entrar no país (cidade).

## Benefícios
Um estudo britânico levado a cabo por investigadores das Faculdades de Medicina Dentária da Universidade de Plymouth, validado pela Fundação Britânica de Saúde Oral e publicado no "British Dental Journal", concluiu que, se todas as pessoas mastigassem pastilhas elásticas sem açúcar três vezes por dia, o sistema de saúde pouparia mais de três milhões de euros em tratamentos dentários.
Segundo o estudo, as pastilhas sem açúcar previnem doenças dentárias, porque neutralizam os ácidos da placa bacteriana e ajudam a limpar resíduos alimentares.
Ainda assim, escovar os dentes durante dois minutos duas vezes por dia continua a ser o método mais eficaz para uma boa limpeza oral.